# Counter-Strike: Global Offensive
Counter-Strike: Global Offensive (сокр. CS:GO; с англ. — «Контрудар: глобальное наступление») — многопользовательская компьютерная игра, разработанная компаниями Valve и Hidden Path Entertainment. Выпуск игры для PC-совместимых компьютеров на операционных системах Windows и macOS, также игровых приставках PlayStation 3 и Xbox 360 состоялся 21 августа 2012 года. Версия игры для Linux была выпущена в 2014 году, а в 2016 году игра, в рамках программы обратной совместимости, стала доступна на Xbox One. В сентябре 2018 года была выпущена бесплатная версия с возможностью игры с реальными игроками и с ботами. Позже, в декабре того же года игра стала полностью бесплатной.
Как и в остальных играх серии, в Counter-Strike: Global Offensive игроки делятся на две команды: террористов и подразделений специального назначения, после чего сражаются друг с другом несколько раундов, по результатам которых определяется команда-победитель. Игроку доступны разные режимы игры, меняющие условия поединка между командами, а также игра с ботами.
Counter-Strike 2 — крупное обновление, переносящее игру на движок Source 2, было анонсировано в марте 2023 года и выпущено в сентябре. Незадолго до релиза официальный матчмейкинг Global Offensive был отключён, хотя игроки всё ещё могут подключаться к серверам сообщества со старых версий Global Offensive, если у них нет возможности запустить обновлённую версию Counter-Strike 2. Игра остаётся играбельной на PlayStation 3 и Xbox 360.

## Игровой процесс
Как и предыдущие игры серии, Counter-Strike: Global Offensive является трёхмерным многопользовательским шутером от первого лица, в котором игроки распределяются по двум командам и сражаются друг против друга. В игре представлены две команды: террористы и спецназ, а также содержит несколько многопользовательских режимов игры: обычный и соревновательный режим (разминирование бомбы, спасение заложников), королевская битва, военные игры (гонка вооружений, уничтожение объекта, перелётные снайперы), бой насмерть, зачистка, совместный налёт, напарники и страж.
В первом сценарии игроки, играющие за команду террористов, должны заложить бомбу в одной из нескольких точек закладки, а спецназ — успешно её разминировать. Во втором сценарии игрокам из команды террористов необходимо не дать противоборствующей команде спасти заложников, которых они похитили.
В игре существует пять категорий приобретаемого оружия: винтовки, пистолеты-пулеметы, «тяжелое» оружие (пулеметы и дробовики), пистолеты и гранаты. Каждое оружие в игре имеет уникальную схему отдачи, которой можно управлять, это является особенностью игрового процесса, с которой серия уже давно ассоциируется. В Global Offensive также появилось оружие и экипировка, которых не было в предыдущих частях, включая электрошокер и зажигательную гранату.
Внутриигровой матчмейкинг поддерживается для всех режимов онлайн-игры и управляется через платформу Steam. На игровых серверах установлен античит Valve для предотвращения читерства. Одной из форм матчмейкинга в Global Offensive является Prime матчмейкинг, который проводит матчи, в которые можно играть только с другими пользователями со статусом Prime. Такая система подбора матчей призвана предотвратить мошенничество. Доступ к Prime матчмейкингу платный и приобретается отдельно в Steam.

## Разработка и выпуск
Первые новости о разработке игры появились вместе с официальным анонсом — 12 августа 2011 года. Слухи о том, что компания Valve, ответственная за серию игр Counter-Strike, разрабатывает новую часть игры (последней на тот момент основной игрой серии, не считая отдельной версии, направленной на азиатскую аудиторию, была Counter-Strike: Source 2004 года) распространились несколькими днями ранее.
В анонсе игры сообщалось о том, что разработчики обещают сохранить основы игрового процесса «классической» версии игры — Counter-Strike 1.6, а также добавить новые карты для многопользовательских сражений (среди которых будут ремейки старых карт с улучшенной графикой), модели бойцов и оружие. В числе других усовершенствований ожидались онлайн-таблицы рекордов и система автоматического подбора соперников. Говорилось о том, что игра выйдет в начале 2012 года, а в 2011 году она будет продемонстрирована на выставках PAX Prime и Eurogamer Expo. Игра разрабатывалась для персональных компьютеров с операционными системами Windows и Mac OS X, и для игровых консолей PlayStation 3 и Xbox 360 (там она вышла в онлайн-сервисах PlayStation Network и Xbox Live соответственно).
Некоторые[какие?] сайты предположили, что Counter-Strike: Global Offensive будет базироваться на последней версии игрового движка Source, собственной разработки Valve, на которой построены все последние игры студии; однако в официальном анонсе нет никаких уточнений, касающихся технологической части. Несколько крупных сайтов опубликовали «трейлер игры», который на самом деле является перемонтированным любителем (в частности, изменена надпись в конце ролика) трейлером другой части, Counter-Strike Online.
Примерно одновременно с первыми новостями-анонсами игры появились сведения о том, что разработчики компании Valve пригласили лучших киберспортсменов, играющих в Counter-Strike, для тестирования новой части; один из тестеров описал свои впечатления от знакомства с рабочей версией Global Offensive в небольшом превью, в котором он сообщает о том, что «проект разработан на обновлённом движке Source», подтверждает данные о новых видах оружия и о том, что в игре будут улучшенные и переделанные версии старых карт («карты выглядели великолепно, скины игроков и анимация бесподобны, а модели оружия чрезвычайно красивы»); по словам тестера, игра представляет собой рабочую версию, но «выглядит лучше, чем какая-то pre-beta».
15 августа 2011 года появились другие новости относительно игры: стало известно, что студия Hidden Path Entertainment, сотрудничающая с Valve, намерена и после выхода Global Offensive заниматься обновлениями для Counter-Strike: Source (параллельно с обновлениями Global Offensive), появились подробности о некоторых деталях игрового процесса (так, денежная система полностью переработана, появились новые взрывоопасные предметы — коктейль Молотова и ложная граната, которая имитирует оружейные выстрелы, сбивая противника с толку).
20 августа 2011 года и несколькими днями позднее стали появляться новости о том, что разработчики намерены сделать многопользовательский режим кроссплатформенным, однако такая совместимость будет только с Windows-версией, Mac-версией и версией для PlayStation 3; то есть владельцы игры, играющие на приставке, и игроки, играющие на персональных компьютерах, получат возможность сражаться вместе на одних серверах. «Мы больше не хотим делить игровую индустрию на обособленные друг от друга островки», — прокомментировал заявление о поддержке кроссплатформенной игры Гейб Ньюэлл, основатель компании Valve. Также было заявлено, что версия игры для PlayStation 3 будет в полной мере поддерживать управление с клавиатуры и мыши (которые можно подключить к консоли посредством предусмотренных портов USB). Доступно стандартное управление с контроллера приставки и управление с контроллера PlayStation Move.
Гейб Ньюэлл также выступил с критикой Microsoft, отметив чрезмерную закрытость программной платформы, не позволяющей реализовать многие сетевые функции, в том числе совместную игру с другими платформами (именной по этой причине совместная игра с игроками Xbox 360 не может быть реализована).
26 августа 2011 года вышел первый официальный трейлер игры, в котором были продемонстрированы графика (использование последней на момент разработки игры версии движка Source), игровой процесс (включая новое меню покупки оружия), карты и вооружение.
6 сентября 2011 года стало известно, что Counter-Strike: Global Offensive будет представлена на игровой выставке «ИгроМир 2011». На выставке будет впервые в мире показана ПК-версия игры.
19 сентября 2011 года стало известно, что в новой игре будет доступен так называемый «казуальный режим». Новички смогут играть индивидуально; игра для них будет более простой, а оружие не нужно будет покупать.
22 сентября 2011 года компания Valve заявила о том, что в числе многопользовательских режимов будут режимы Arsenal: Demolition и Arsenal: Arms Race. Эти режимы впервые были представлены в любительской модификации Gun Game для Counter-Strike: Source; разработчикам игры они понравились, поэтому было решено пригласить авторов модификации к работе над новой частью.
1 октября 2011 года один из разработчиков Valve сообщил, что компьютерная версия игры не будет отличаться от консольной.
В начале ноября представители Valve сообщили, что открытое бета-тестирование игры, которое планировалось начать в октябре, откладывается в связи с желанием авторов поработать над игрой, прежде чем выводить её на публику.
18 ноября 2011 года компания Valve сообщила, что закрытое бета-тестирование начнётся 30 ноября.
4 июня 2012 года Valve на выставке E3 объявила дату выхода Counter-Strike: Global Offensive, 21 августа 2012 года, и цену, для всех платформ составляющую 14,99$.
8 августа 2012 года стал доступен предзаказ игры в службе цифрового распространения Steam. Также было объявлено, что открытое бета-тестирование стартует 14 августа, однако оно будет доступно для тех, кто воспользовался предзаказом игры, то есть приобрёл её до официального релиза.
15 августа 2012 года Valve в своём блоге опубликовали полную статистику бета-теста начиная с 1 декабря 2011 года и до 15 августа 2012.
16 августа 2012 года стало известно, что все, кто предзаказал Counter-Strike: Global Offensive, в подарок получат предмет из Team Fortress 2. Этот предмет — оружие для снайпера, сделанный в виде AWP. AWPer Hand («Слонобой») получили все, кто предзаказал CS:GO в Steam до 21 августа.
22 августа 2012 года (в 21:00 по Москве) состоялся релиз игры в Steam. В тот же день вышло первое обновление.

### Поддержка игры после выпуска
1 октября 2012 года вышло очередное обновление, которое добавило две новые карты: de_vertigo — для классического режима и ar_monastery — для «Гонки вооружений», также добавлен новый игровой соревновательный режим на звания — «Классический соревновательный», и 5-ступенчатая система штрафов за выход из матча. При первом преждевременном выходе игроку будет заблокирован соревновательный режим на 5 минут, при втором — 30 минут, третьем — 2 часа, четвёртом — 24 часа, пятом — неделя. В том случае, если игрок не нарушает в течение недели, уровень штрафа понижается до предыдущей ступени.
25 октября 2012 года вышло обновление, включающее в себя GOTV и скилл-группы соревновательного режима. Отныне при поиске матча и формировании команды игра ориентируется на уровень игрока (лидера лобби), заработанный в соревновательном режиме. Ранг выдаётся по завершении 10 выигранных матчей.
15 ноября 2012 года вышло очередное обновление, содержащее, помимо исправленных ошибок, изменения в балансе коктейля Молотова и зажигательных гранат. Отныне огонь можно потушить дымовой шашкой. В числе прочих изменений: огонь отныне распространяется быстрее, но уменьшен радиус распространения; огонь теперь не замедляет движений; отрегулирована пробивная способность огня.
В обновлении от 23 января 2013 года реализован официальный режим «Бой насмерть» (англ. Deathmatch). Поддерживаются все карты классического режима и карты режима «Уничтожение объекта». При поддержке профессиональных игроков сообщества внесены изменения в баланс и отдачу оружия, а также в меню покупки: награда за убийство из AWP увеличена с $50 до $100, Glock-18 закреплён только за командой террористов, Five-SeveN закреплён только за командой спецназа, стоимость коктейля Молотова для Террористов снижена до $500. Запущено закрытое бета-тестирование мастерской (англ. Workshop) для создателей карт.
30 января 2013 года в меню «Играть с друзьями» добавлена возможность наблюдения за игрой друга, играющего на официальном соревновательном сервере, с помощью GOTV. 21 марта 2013 года в игру была добавлена карта для классического режима cs_militia. Также была кардинально изменена система спасения заложников: теперь их невозможно будет убить, нанесение увечий, как и раньше, карается денежным штрафом, а для того, чтобы спецназ доставил заложников в зону спасения, они должны нести их на себе, когда в предыдущих версиях Counter-Strike заложники просто следовали за ними. Помимо этого, спецназ может тащить на себе только одного заложника.
14 августа 2013 года игра получила глобальное обновление Arms Deal, внёсшее в игру коллекции с различными раскрасками («скинами») для оружия. Получить раскраску на какое-нибудь оружие можно различными способами: в конце матча случайным образом случайному игроку выпадает «дроп» — раскраска, купить ключ и кейс в игре, купить на торговой площадке. Предметы, которые могут выпасть: раскраска (нескольких качеств — ширпотреб, промышленное, армейское качество, запрещённое, засекреченное, тайное); нож (с лезвием-крюком, складной, штык-нож, штык-нож М9, керамбит, охотничий, нож-бабочка, фальшион, Тычковые ножи, нож Боуи и Нож с лезвием крюком); или же кейс, содержащий множество «скинов» и ножей. Дополнение позволило коллекционировать, покупать и продавать оружие. Добавлено более 100 видов видоизменённого вооружения. Также игроки получили M4A1-S и USP-S с глушителем.
11 ноября 2014 года вышла очередная операция — так называемое мероприятие, проводимое в игре, в ходе которого появляются определённые миссии — под названием «Авангард» (англ. Operation Vanguard). Игрокам стали доступны 6 новых карт, на которых необходимо выполнять миссии данной операции — Backalley, Bazaar, Facade, Marquis, Season и Workout. Операция завершилась в марте 2015 года.
31 марта 2015 года было выпущено крупное обновление, включающее в себя изменения в отображении дымовых гранат, а также замедление скорости движения со снайперскими винтовками с активированным прицелом; были внесены незначительные изменения на таких картах, как Cache, Cobblestone, Dust II, Mirage, Overpass и Train; из основного состава карт был убран de_nuke и вместо неё добавили карту de_train; уменьшили количество патронов в пистолете Tec-9 с 32 до 24; понизили точность стрельбы на дальних расстояниях; увеличили цену на винтовку M4A1-S с 3100$ до 3200$ и прочее.
21 января 2016 года игра стала доступна на Xbox One, став одной из игр инициативы по обратной совместимости игр на Xbox 360 от Microsoft.
18 февраля 2016 года было выпущено очередное крупное обновление, содержащее новую операцию — Operation Wildfire (рус. «Дикое пламя»). В игру добавлен новый кейс с названием «Operation Wildfire Case», содержащий самые популярные предметы из мастерской Steam. Игрокам стали доступны для игры новые карты — Empire, Mikla, Royal, Santorini, Tulip, Cruise и Coast. Карта Nuke была обновлена. Операция завершилась 15 июля 2016 года.
28 апреля 2016 года было выпущено крупное обновление, включающее себя изменения в звуках, исправления ошибок. Также добавлен новый кейс Chroma 3 Case, включающий 17 новых раскрасок оружия; был изменён урон от коктейля Молотова и зажигательной гранаты на 40 урона в секунду, независимо от того, какие показатели установлены на сервере; установлены серверы на Чили; новости в главном меню отображаются на языке, который выбран для игры пользователем.
16 июня 2016 года было выпущено крупное обновление, добавившее кейс Gamma Case (содержит 17 новых раскрасок оружий, 7 новых раскрасок для ножей — всего 30 ножей), операция Wildfire стала недоступной для покупки, хотя её же продлили на месяц; на начальных званиях новички будут получать больше опыта за конец обычной игры; соревновательная игра стала доступна раньше, а именно на 2 игровом ранге. Были обновлены прайм-аккаунты: прайм-аккаунтом обзаведутся те игроки, которые подключат телефон в специальном разделе, а также достигнут минимум 21 игрового ранга или медали за службу. Во время игры за бота игрок сможет получить деньги за выигранный раунд уже на свой счёт, а не на счёт бота. Незначительно изменены команды и их возможности. На компьютерах с ОС Mac установлен режим прямого подключения мыши, изменены шрифты и их размер в главном меню.
14 сентября 2017 игра была официально запущена в Китае, издателем выступила компания Beijing Perfect World. В честь этого вышло обновление, в котором добавили новые стикеры для китайских игроков, впоследствии были добавлены в международную Steam версию.
19 июня 2018 года в тестовом режиме вышло обновление, анонсирующее предстоящий редизайн интерфейса игры. Новый UI под названием «Panorama», по словам самих разработчиков в блоге Counter-Strike, является самым существенным изменением того, как выглядит и ощущается игра с того времени, когда она вышла. 1 августа 2018 года новый интерфейс был введён в официальный клиент игры, заменив собой старый «Scaleform».
30 сентября 2018 была выпущена специальная версия, Counter-Strike: Global Offensive Free Edition, в Steam. В этой версии доступна игра как с ботами, так и с реальными людьми.
6 декабря 2018 вышло крупное обновление, которое полностью перевело игру на систему распространения free-to-play и ввело новый режим Danger Zone (рус. «Запретная зона»), который объединяет принципы королевской битвы и тактические механики CS:GO. Действия режима проходят на новой карте Blacksite, на ней могут располагаться до 16 игроков, если играть в одиночку, и до 18, если играть в отряде из двух или трёх игроков. К новому режиму так же был приурочен новый одноимённый оружейный кейс и скин на MP5-SD под названием «Подопытные крысы», который можно было получить до 9 января за получение 250 единиц опыта в новом режиме. Все игроки, которые приобрели игру до этого обновления, автоматически получили прайм-статус на свой аккаунт и памятный значок под названием Loyalty Badge (рус. «Медаль за верность»).
18 ноября 2019 года вышло крупное обновление, содержащее в себе новую операцию — «Расколотая сеть». Стали доступны новые карты — Studio, Jungle и Lunacy, новый кейс и 3 коллекции, содержащие работы мастерской Steam и изменение баланса. Также, впервые были добавлены модели для персонажей: 12 для террористов, и 10 для спецназа.
3 декабря 2020 года вышла новая операция «Сломанный клык». Были добавлены два новых режима, а также новые карты.
3 мая 2021 года в игре появился платный сервис CS:GO 360 Stats, позволяющий получать доступ к статистике соревновательных матчей из официальных режимов игры (ранее статистика была бесплатна для обладателей пропуска операции).
21 сентября 2021 года вышла новая операция «Хищные воды». Были добавлены новые карты, карта спецоперации, облики персонажей и множество мелких изменений.
22 марта 2023 года была анонсирована Counter-Strike 2 — новая игра серии, которая будет бесплатным улучшением CS:GO.
В ночь с 27 на 28 сентября 2023 года сервера игры были закрыты из-за выхода в релиз Counter-Strike 2, которая была позиционирована Valve как глобальное обновление Global Offensive.

## Киберспортивная дисциплина
Counter-Strike: Global Offensive, как и её предшественницы Counter-Strike и Counter-Strike: Source, является киберспортивной дисциплиной. Самыми крупными и престижными турнирами считаются турниры серии Major и турниры серии Blast Premier. Major-турниры проводятся при совместной поддержке Valve и компании, которая проводит турнир. Первым таким турниром стал DreamHack Winter 2013, который имел призовой фонд в 250 000 $, а начиная с MLG Columbus 2016, призовой фонд стал составлять 1 000 000 $. На 2019 год было проведено 15 таких турниров. Ещё одним крупным событием является лига Blast Premier, так, на Blast Premier 2020 общий призовой фонд составил 4 250 000 $. В 2021 году прошёл PGL Major Stockholm 2021 с общим призовым фондом 2 000 000 $. Также существует множество других соревнований, например IEM, ESL, BLAST Pro Series и др.

## Рецензии и оценки
| Сводный рейтинг       | Сводный рейтинг                        |
| Агрегатор             | Оценка                                 |
| --------------------- | -------------------------------------- |
| GameRankings          | ПК: 82,35 % PS3: 78,62 % X360: 79,00 % |
| Metacritic            | ПК: 83/100 PS3: 80/100 X360: 79/100    |
| OpenCritic            | 82/100                                 |
| Иноязычные издания    |                                        |
| Издание               | Оценка                                 |
| Eurogamer             | ПК: 9/10                               |
| G4                    | ПК: 4/5                                |
| Game Informer         | 8/10                                   |
| GameSpy               | [ 63 ]                                 |
| IGN                   | 8/10                                   |
| Русскоязычные издания |                                        |
| Издание               | Оценка                                 |
| Absolute Games        | 81/100                                 |
| «Игромания»           | 7,5/10 (журнал) 8,5/10 (сайт)          |
| «Игры Mail.ru»        | 8,5/10                                 |
| «Канобу»              | 8,0/10                                 |

Игра получила преимущественно положительные отзывы профильных СМИ.
Летом 2018 года, благодаря уязвимости в защите Steam Web API, стало известно, что точное количество пользователей сервиса Steam, которые играли в игру хотя бы один раз, составляет 46 305 966 человек.

## Сиквел
В марте 2023 года компания Valve анонсировала сиквел игры Global Offensive под названием Counter-Strike 2. Игра построена на игровом движке Source 2 и вышла 27 сентября 2023 года.